# Miguel Hidalgo, Copainalá
Miguel Hidalgo är en ort i Mexiko.   Den ligger i kommunen Copainalá och delstaten Chiapas, i den sydöstra delen av landet, 700 km öster om huvudstaden Mexico City. Miguel Hidalgo ligger 936 meter över havet och antalet invånare är 959.
Terrängen runt Miguel Hidalgo är huvudsakligen kuperad, men den allra närmaste omgivningen är bergig. Runt Miguel Hidalgo är det ganska tätbefolkat, med 56 invånare per kvadratkilometer. Närmaste större samhälle är Copainalá, 4,2 km söder om Miguel Hidalgo. Omgivningarna runt Miguel Hidalgo är en mosaik av jordbruksmark och naturlig växtlighet.